# Ayubiana lantanae
Ayubiana lantanae är en insektsart som beskrevs av M. Firoz Ahmed 1969. Ayubiana lantanae ingår i släktet Ayubiana och familjen dvärgstritar. Inga underarter finns listade i Catalogue of Life.